# Satyrus posticealbopunctata
Satyrus posticealbopunctata är en fjärilsart som beskrevs av Ruggero Verity 1953. Satyrus posticealbopunctata ingår i släktet Satyrus och familjen praktfjärilar. Inga underarter finns listade.